# 满洲里会议
满洲里会议（日语：満州里会議）或稱滿蒙國境會議，是蒙古人民共和国和满洲国为了解决兩國交界的呼倫貝爾边境问题自1935年至1937年间举行的数次会议，其形式是苏联和日本在背后施加影响力，蒙古人民共和国派出代表到滿洲里與滿洲國方面进行交涉，最终没有任何实质性结果。蘇日邊界衝突仍然持續。

## 外部鏈接
- . 搜狐.   [2019-06-06].